# Niger na Letnich Igrzyskach Olimpijskich 2020
Niger na Letnich Igrzyskach Olimpijskich 2020 reprezentowało siedmioro zawodników : czterech mężczyzn i trzy kobiety. Był to trzynasty start reprezentacji Nigru na letnich igrzyskach olimpijskich.

## Skład kadry

### Judo
| Zawodnik         | Konkurencja | 1/16                | 1/8                 | Ćwierćfinał         | Półfinał            | Repasaże            | Finał / 3.miejsce   | Finał / 3.miejsce | Źródła |
| Zawodnik         | Konkurencja | Przeciwniczka Wynik | Przeciwniczka Wynik | Przeciwniczka Wynik | Przeciwniczka Wynik | Przeciwniczka Wynik | Przeciwniczka Wynik | Pozycja           | Źródła |
| ---------------- | ----------- | ------------------- | ------------------- | ------------------- | ------------------- | ------------------- | ------------------- | ----------------- | ------ |
| Ismael Alhassane | -66 kg (m)  | Le Blouch P 00-10   | NQ                  | NQ                  | NQ                  | NQ                  | NQ                  | 17.               | [ 3 ]  |

### Lekkoatletyka
Konkurencje biegowe
| Zawodnik           | Konkurencja | Eliminacje | Eliminacje | 1 Runda | 1 Runda | Półfinał | Półfinał | Finał | Finał   | Źródło |
| Zawodnik           | Konkurencja | Wynik      | Miejsce    | Wynik   | Miejsce | Wynik    | Miejsce  | Wynik | Miejsce | Źródło |
| ------------------ | ----------- | ---------- | ---------- | ------- | ------- | -------- | -------- | ----- | ------- | ------ |
| Badamassi Saguirou | 100 m (m)   | 10,87      | 7.         | NQ      | NQ      | NQ       | NQ       | NQ    | NQ      | [ 4 ]  |
| Aminatou Seyni     | 200 m (k)   | N/A        | N/A        | 22,72   | 3.      | 22,54    | 5.       | NQ    | NQ      | [ 5 ]  |

### Pływanie
| Zawodnik                | Konkurencja       | Eliminacje | Eliminacje | Półfinał | Półfinał | Finał | Finał   | Źródło              |
| Zawodnik                | Konkurencja       | Czas       | Miejsce    | Czas     | Miejsce  | Czas  | Miejsce | Źródło              |
| ----------------------- | ----------------- | ---------- | ---------- | -------- | -------- | ----- | ------- | ------------------- |
| Alassane Seydou Lancina | 50 m dowolnym (m) | 24,75      | 50.        | NQ       | NQ       | NQ    | NQ      | [ 6 ] [ 7 ] [ 8 ]   |
| Roukaya Mahamane        | 50 m dowolnym (k) | 32,21      | 76.        | NQ       | NQ       | NQ    | NQ      | [ 9 ] [ 10 ] [ 11 ] |

### Taekwondo
| Zawodnik              | Konkurencja     | 1/8              | Ćwierćfinał      | Półfinał         | Repesaż          | Finał/3.miejsce  | Finał/3.miejsce | Źródło |
| Zawodnik              | Konkurencja     | Przeciwnik Wynik | Przeciwnik Wynik | Przeciwnik Wynik | Przeciwnik Wynik | Przeciwnik Wynik | Pozycja         | Źródło |
| --------------------- | --------------- | ---------------- | ---------------- | ---------------- | ---------------- | ---------------- | --------------- | ------ |
| Abdoul Razak Issoufou | +80 kg mężczyzn | Gbané P 9-15     | NQ               | NQ               | NQ               | NQ               | 11.             | [ 12 ] |
| Tekiath Ben Yessouf   | -57 kg kobiet   | Hamada W 11-6    | Minina P 10-15   | NQ               | Fani Tzeli W 2-0 | Lo P 6-10        | 5.              | [ 13 ] |